# Удварац
Удварац (мађ. Pécsudvard) је село у близини Печуја, у Барањској жупанија у републици Мађарској.
Удварац је важан као једно од 20-ак места у Мађарској са постојећом српском мањинском самоуправом.

## Природне одлике
Удварац се налази у јужној Мађарској, у историјској области Барања. Село је смештено у средишњој Барањи, близу Печуја (заправо је његово јужно предграђе).
Насеље је положено на месту где равница прелази у прва побрђа (160 метара надморске висине). Величина сеоског атара је 8,43 km2.

## Становништво
Већинско становништво у Удварцу су Мађари, а мањине су Хрвати (23%), Немци и Срби.